# (374710) ʻOʻo
(374710) ʻOʻo est un astéroïde de la ceinture principale.

## Description
(374710) ʻOʻo est un astéroïde de la ceinture principale. Il fut découvert le 14 septembre 2006 à Mauna Kea par Joseph Masiero. Il présente une orbite caractérisée par un demi-grand axe de 2,33 UA, une excentricité de 0,12 et une inclinaison de 1,3° par rapport à l'écliptique.
Il est nommé d'après le moho d'Hawaï.